# Тинаксит
Тинаксит (хімічна формула  {\displaystyle {\ce {K2Na(Ca,Mn^2+)2TiO[Si7O18(OH)]}}})  — мінерал з класу силікатів. Тинаксит може бути сірувато-білим, жовтуватим, помаранчевим або коричневим і часто зустрічається в чароїті. Його назва походить від його складу: титан (Ti), натрій (Na), калій (K) і кремній (Si). Міжнародна мінералогічна асоціація вперше визнала тинаксит мінералом у 1965 році.

## Зовнішні посилання
- Rozhdestvenskaya, I. V.; Nikishova, L. V.; Lazebnik, Y. D.; Lazebnik, K. A. (1989). The crystal structure of tokkoite and its relation to the structure of tinaksite (PDF). Zeitschrift für Kristallographie. 189 (1–4): 195—204. doi:10.1524/zkri.1989.189.14.195.